# Świerki (powiat kłodzki)

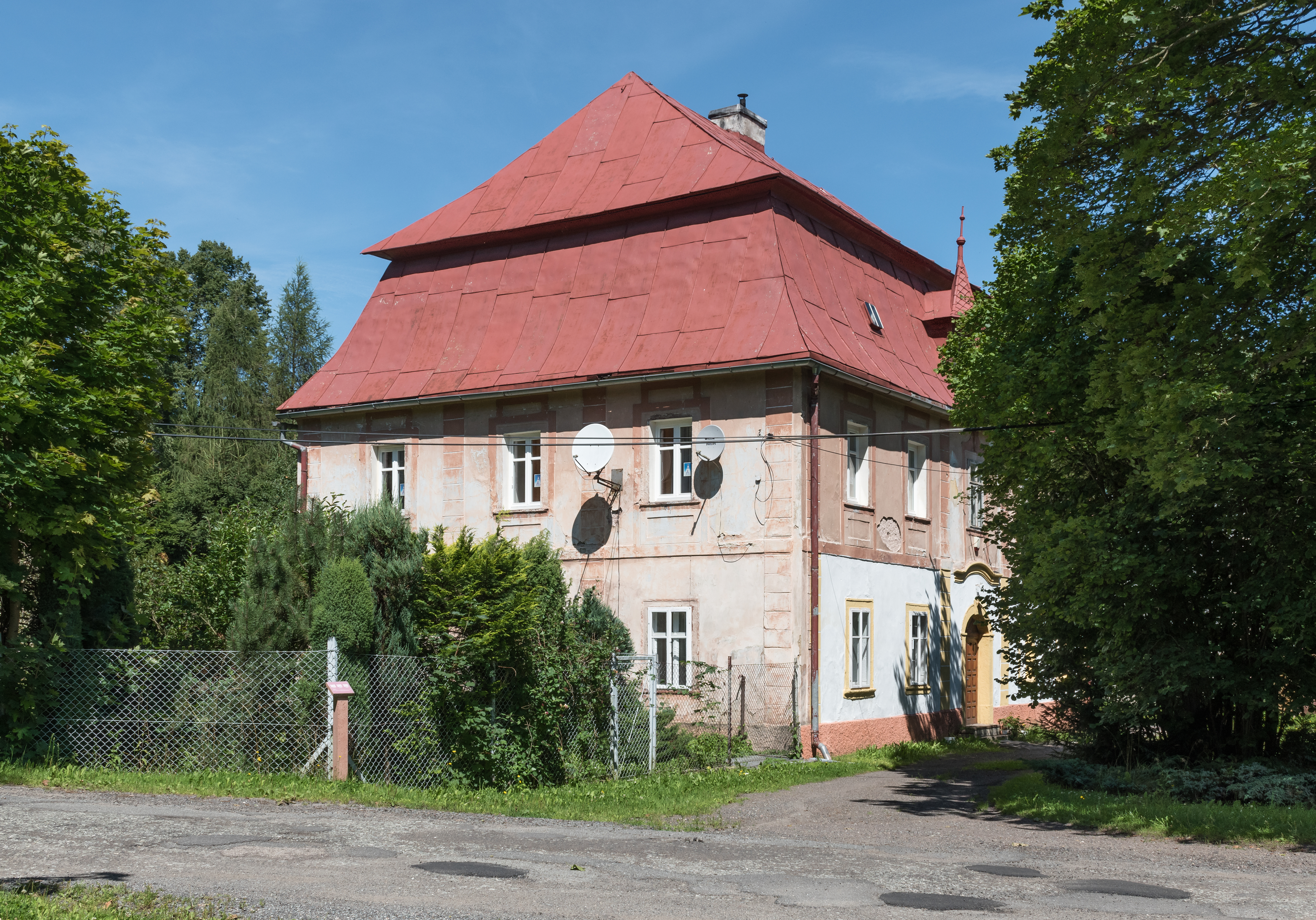
Zabytkowa plebania w Świerkach

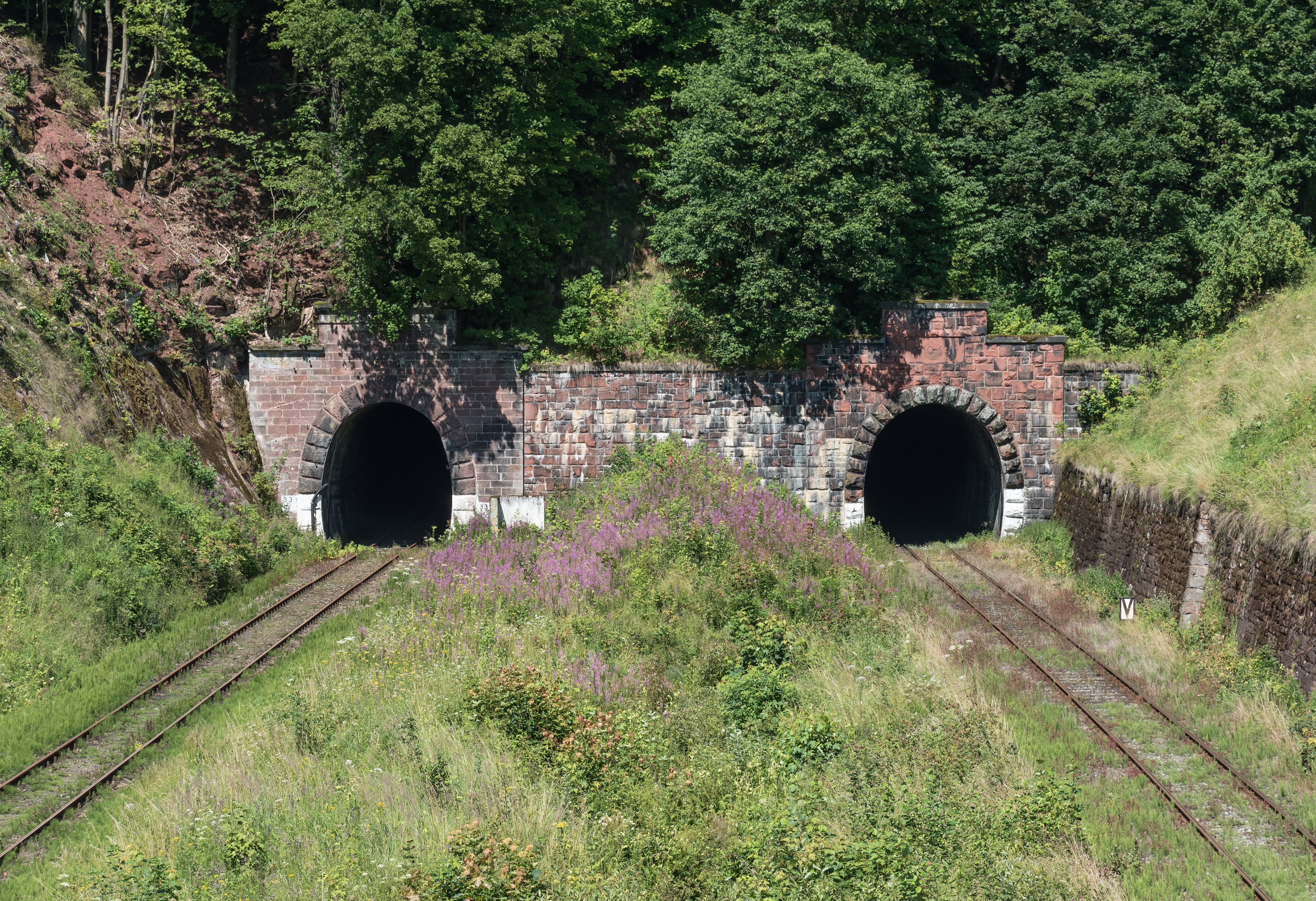
Tunele kolejowe w Świerkach

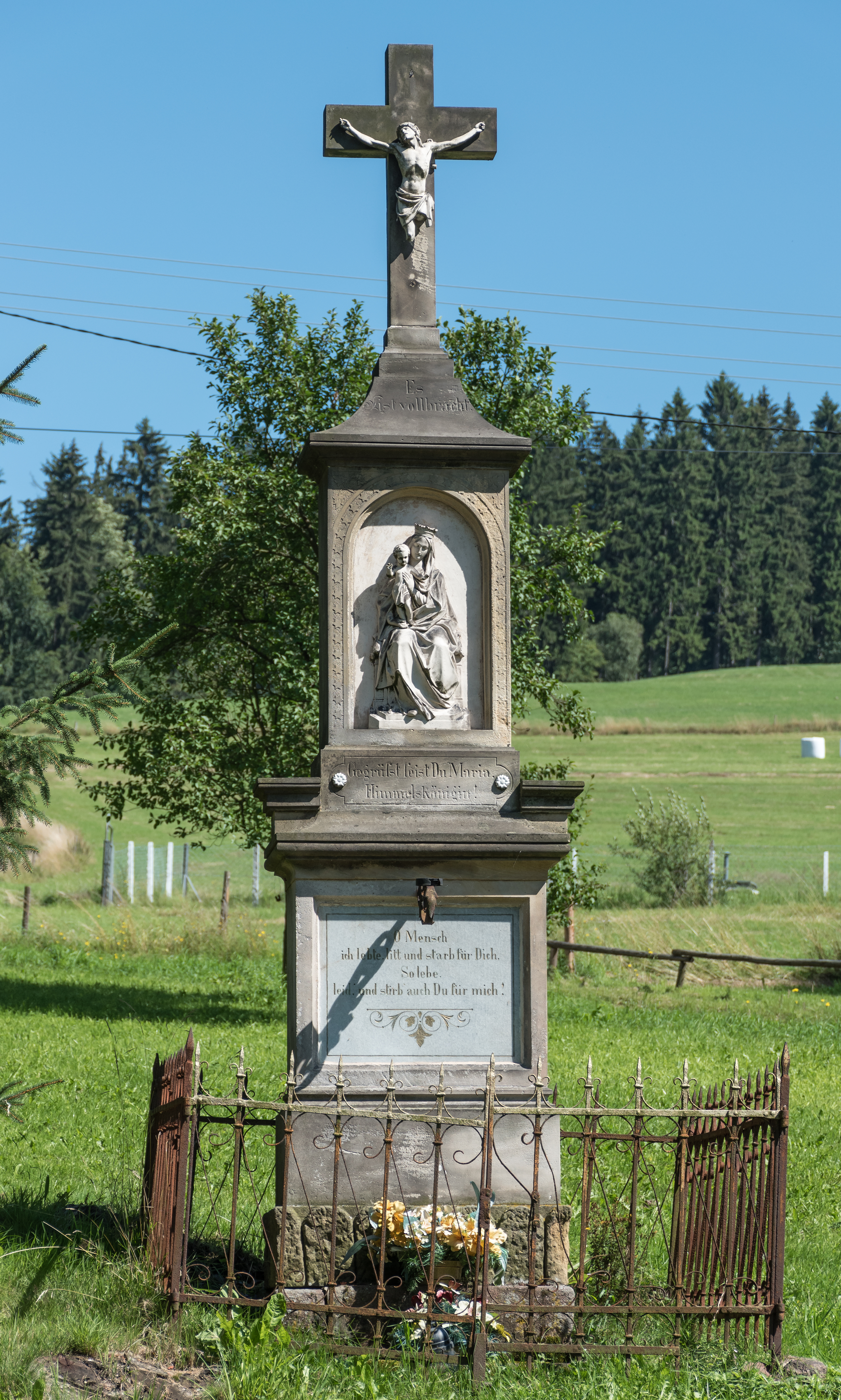
Krzyż przydrożny w przysiółku Świerki Dolne

Świerki (niem. Königswalde) – wieś w Polsce, położona w województwie dolnośląskim, w powiecie kłodzkim, w gminie Nowa Ruda, na pograniczu Włodzickich Wzgórz i Gór Suchych w Sudetach Środkowych.

## Podział administracyjny
| SIMC    | Nazwa            | Rodzaj     |
| ------- | ---------------- | ---------- |
| 0854481 | Granicznik       | osada      |
| 0854498 | Świerki Dolne    | przysiółek |
| 0854506 | Świerki Kłodzkie | osada      |
| 0854512 | Wrześnik         | osada      |

W latach 1975–1998 miejscowość położona była w województwie wałbrzyskim.

## Historia
Pierwsza wzmianka o miejscowości pochodzi z 1352 r. Główna część wioski leży na wysokości 530–580 m w dolinie rzeki Włodzicy (lewego dopływu Ścinawki) i do połowy XVIII w. należała do hrabiów Stillfriedów (jako dworskie lenno z nadania ks. Henryka Podiebradowicza St.). W 1782 r. majątek barona Stillfrieda obejmował 136 budynków. Był tu kościół, szkoła, plebania, 2 młyny wodne, potażarnia i bielnik, a mieszkało 32 kmieci oraz 99 zagrodników i chałupników. Drugą część wsi stanowiło wolne sędziostwo z dworem oraz 11 zagrodnikami i chałupnikami. W całej wsi było 39 tkaczy płótna i 15 innych rzemieślników. W początkach XIX w. istniały już 3 kolonie należące do wsi. Świerki stanowiły wówczas własność hrabiego von Magnisa z Bożkowa, który nabył większość posiadłości barona von Stillfrieda. Podczas działań kampanii wiosennej 1807 r. doszło (15 lutego) pomiędzy Świerkami a Granicznikiem do większej potyczki między oddziałami pruskimi a bawarskimi, wchodzącymi w skład armii napoleońskiej. Miała ona istotne znaczenie militarne, ponieważ zmusiła Prusaków do opuszczenia tej części hrabstwa kłodzkiego.
Wieś nadal stanowiła ośrodek tkactwa chałupniczego. W 1840 r. było tu 135 domów, kościół i szkoła katolicka, wolne sędziostwo, trzy młyny wodne, dwie gorzelnie i olejarnia. Działało 89 krosien bawełnianych, 10 lnianych, a także 28 innych rzemieślników i 26 handlarzy.
W drugiej połowie XIX w. Świerki zmieniły swe oblicze: upadło tkactwo chałupnicze, ale rozwijała się turystyka. W 1880 r. przeprowadzono linię kolejową z Nowej Rudy do Jedliny Zdroju i Wałbrzycha. Pomiędzy Świerkami a Bartnicą przebito tunel kolejowy o długości 1171 m. W latach 1907–1912 wykonano równoległy tunel podczas budowy drugiej nitki torów. W Świerkach działał punkt informacyjny GGV (Kłodzkiego Towarzystwa Górskiego), znana karczma sądowa i browar, a także inne gospody i pensjonaty. Na najwyższym szczycie Wzgórz Włodzickich – Włodzickiej Górze (757 m n.p.m.) w 1927 r. zbudowano wieżę widokową z tarasem nakrytym namiotowym daszkiem, w jej przyziemiu był bufet-schron. Po 1945 r. wieża popadła w ruinę. 3 listopada 2018 r. oddano do użytku wieżę widokową wybudowaną w ramach programu „Polsko-Czeski Szlak Grzbietowy – Część Wschodnia”. Taras widokowy mieści się na wysokości 15 m.
Po II wojnie światowej Świerki pozostały wsią przemysłowo-rolniczą, ale całkowicie zatraciły charakter letniskowy. Nadal eksploatowano kamieniołomy melafiru (jedne z największych w Sudetach). Podupadł natomiast zakład przerobu kamienia, zlikwidowano też kolejkę linową do stacji kolejowej w Bartnicy (transportowano nią wydobyty kamień). Na jej miejscu powstał taśmociąg.
W 2012 r. złoża uległy wyczerpaniu, kamieniołom jest w likwidacji.

## Zabytki
Według rejestru zabytków Narodowego Instytutu Dziedzictwa na listę zabytków wpisane są obiekty:
- barokowy kościół św. Mikołaja w Świerkach z 1748 r., przebudowany w 1929 r. Budowla jednonawowa z kwadratową wieżą, którą wieńczy hełm z prześwitem
- plebania, nr 58, z 1791 r. – XVIII w. barokowo-klasycystyczna o charakterze pałacyku. Piętrowa, pięcioosiowa, nakryta wysokim dachem mansardowym.

Inne zabytki:
- mur cmentarny wokół kościoła z budynkiem bramnym z XVIII w.
- budynek dawnej szkoły parafialnej, nr 3, z pierwszej ćwiartki XIX w., tzw. organistówka
- szkoła z początku XX w. – murowana z drewnianym piętrem
- dom nr 4, mieszkalno-usługowy z końca XIX w.
- dom nr 53, mieszkalny z drugiej połowy XIX w.
- dom nr 54, mieszkalny z 1858 r.
- dom nr 115, mieszkalno-gospodarczy z 1668 r. – końca XVII w.
- dom nr 198, mieszkalny z pierwszej połowy XX w., tzw. bursa
- kilka kamiennych krzyży figur i kapliczek, przeważnie z XIX w. przy głównej drodze (nr 381 z Kłodzka do Wałbrzycha) i bocznych drogach.

inne obiekty
- Wieża widokowa na Włodzickiej Górze 757 m n.p.m., pierwsza wybudowana w 1927 r.
- Kapliczka św. Anny w Graniczniku

## Szlaki turystyczne
- Świerki Dolne (przystanek kolejowy) – Rozdroże pod Włodzicką Górą – Świerki – Granicznik – Rozdroże pod Słoneczną Kopą
- Kościelec – Góra Wszystkich Świętych – Góra Świętej Anny – Przełęcz pod Krępcem – Nowa Ruda – Włodzicka Góra – Świerki Dolne (przystanek kolejowy) – Kompleks Gontowa – Sokolec – Schronisko Sowa – Wielka Sowa
- Świerki Dolne (przystanek kolejowy) – Sierpnica – Kompleks Osówka
- Świerki – Świerkowa Kopa – Bartnica[10]